# Colobus vellerosus
Il colobo velleroso (Colobus vellerosus I. Geoffroy, 1834) è una scimmia del Vecchio Mondo appartenente alla famiglia dei Cercopitecidi.

## Descrizione
Con un corpo di 61–64 cm, una coda di 75–81 cm e circa 9,9 kg di peso, il colobo velleroso è di colore prevalentemente nero, e mostra meno zone ricoperte di peli bianchi di tutte le altre specie del genere Colobus (a eccezione, ovviamente, del colobo nero, C. satanas, interamente di questo colore). Le zone bianche sono disposte attorno alla testa a formare una sorta di candida barba che si congiunge sopra le sopracciglia in una sottile striscia dello stesso colore; sono bianche anche una striscia presente sulle cosce e la coda, leggermente cespugliosa. Si ritiene che la colorazione bianca e nera di questo animale sia di aiuto nello spezzarne il profilo nell'ombrosa volta della foresta. I piccoli nascono ricoperti da una pelliccia completamente bianca, che inizia a cambiare colore intorno ai tre mesi. Il corpo è snello, con una lunga coda e grandi callosità ischiatiche (le zone di pelle nuda inspessita presenti sul posteriore). Come negli altri colobi africani, il pollice è ridotto a un piccolo moncherino, ma le altre dita sono lunghe e quando la mano stringe un ramo costituiscono una sorta di gancio che consente all'animale un'ottima presa. In passato questa specie era considerata una sottospecie del colobo orsino (C. polykomos), ma è stata elevata al rango di specie nel 1983.

## Distribuzione e habitat
Il colobo velleroso è diffuso nell'Africa occidentale dalla Costa d'Avorio alle regioni occidentali della Nigeria(8), in Benin, Ghana, Costa d'Avorio orientale, Nigeria occidentale e Togo.
Vive nelle foreste pluviali di pianura, nelle foreste a galleria decidue e nelle foreste circondate da savana, fino a 350 m di quota.

## Biologia
Il colobo velleroso vive in gruppi misti costituiti in media da 16 esemplari, comprendenti ciascuno fino a quattro maschi adulti. Ciascun territorio misura circa 50 ettari. Conosciamo ben poco sul comportamento e sulla biologia riproduttive di questo colobo: sappiamo solamente che la femmina partorisce sempre un unico piccolo. Diurna e arboricola, questa specie predilige rimanere sugli alberi, sebbene talvolta, nelle zone di foresta inframmezzate da savana, si sposti sul terreno da un'isola forestale all'altra. La dieta consiste prevalentemente di foglie, frutta e semi. Come tutte le altre specie di colobo, questa scimmia possiede uno stomaco multicamerato che gli consente di digerire anche le foglie più coriacee.

## Conservazione
I maggiori pericoli che minacciano le specie di colobo bianche e nere sono la distruzione dell'habitat e la caccia. La distruzione e la frammentazione dell'habitat sono state causate dall'agricoltura di sussistenza, dall'agricoltura commerciale e dall'industria del legname. Anche i danni della pressione venatoria, per la carne, la pelliccia e la cattura di esemplari da vendere come animali domestici, sono stati ingenti. Molti popoli africani indossavano tradizionalmente pelli di colobo come ornamento e, all'estero, le pelli venivano utilizzate per foderare cappotti o tessere tappeti o arazzi. La richiesta dall'estero si fece particolarmente elevata sul finire del XIX secolo, quando vennero uccisi uno-due milioni di colobi. Oggi, in alcune parti dell'Africa, i turisti continuano a contribuire al declino di questi animali acquistando souvenir fatti con la pelliccia di questi animali. Tuttavia, questa pratica influisce soprattutto sulle popolazioni di altri colobi bianchi e neri, come il guereza (C. guereza) dell'Africa orientale, mentre il colobo velleroso, più che per la pelle, viene cacciato per la carne.
La Convenzione sul Commercio Internazionale delle Specie Minacciate (CITES) inserisce il colobo velleroso nell'Appendice II, regolandone così il commercio oltre i confini nazionali. Attualmente questo colobo non è presente in cattività, ma esso è ospitato in 15 aree protette. Allo scopo di migliorare la conservazione di questo animale, bisognerebbe anzitutto vietarne o regolarne la cattura, e proteggere le zone forestali rimaste da ulteriore degrado e distruzione.